# SMS Hertha (1864)
Pour les autres navires du même nom, voir SMS Hertha.
La SMS Hertha est une corvette cuirassée de la marine prussienne, puis de la marine fédérale de l'Allemagne du Nord et enfin de la marine impériale allemande appartenant à la classe Arcona. Ses sister-ships sont les SMS Arcona, SMS Elisabeth, SMS Gazelle et SMS Vineta. Ces navires sont les premiers navires de guerre construits depuis ceux de la marine de l'électorat du Brandebourg. Elle doit son nom à une déesse de la mythologie celtique, Hertha.

## Service
La SMS Hertha est lancée des chantiers navals royaux de Dantzig le 1er octobre 1864. Elle est démantelée en 1902.
Le capitaine von Reibnitz la commande de début 1873 à octobre 1873.
C'est à bord de la SMS Hertha qu'a eu lieu au port de Nukuʻalofa la signature du traité d'amitié entre l'Empire allemand et le royaume de Tonga le 1er novembre 1876. Les signataires du côté allemand étaient le capitaine Knorr et le consul allemand à Tonga et aux Samoa, Theodor Weber, et du côté de Tonga, le pasteur missionnaire méthodiste Shirley Baker, sujet britannique, faisant fonction de ministre des Affaires étrangères de Tonga.

## Données techniques
Le trois-mâts mesure 73,32 mètres de longueur pour 12,9 mètres de largeur et un tonnage au début de 2 113 t, puis de 2 504 t. Son tirant d'eau est de 6,53 mètres et sa voilure de 2 200 m2. Le navire possède quatre chaudières à charbon et une machinerie à vapeur de deux cylindres. Il peut atteindre 11,5 nœuds.
Son armement est constitué de vingt-huit canons à poudre de calibre 68, remplacés en 1869 par dix-sept canons frettés de calibre 15 et deux canons frettés de calibre 12,5.
Son équipage est composé de 380 hommes.